# Římskokatolická farnost Přelouč
Římskokatolická farnost Přelouč je územním společenstvím římských katolíků v pardubickém vikariátu královéhradecké diecéze.

## O farnosti

### Historie
Přelouč je poprvé zmíněna v zakládací listině benediktinského opatství v Opatovicích nad Labem z roku 1086. Tehdy také vznikl románský kostel, zasvěcený sv. Jakubu Staršímu. Kostel byl v roce 1646 barokně přestavěn.

#### Přehled duchovních správců
- 1995 - 1998 Boguslaw Piotr Partyka
- 1998 - 2001 Václav Tobek
- 2001 - 2004 Zdeněk Skalický
- 2004 - 2019 Lubomír Pilka
- 2019 - 2021 Miloslav Paclík
- 2021    opět Zdeněk Skalický

### Současnost
Farnost Přelouč má sídelního duchovního správce, který je zároveň administrátorem ex currendo ve farnostech Choltice, Kladruby nad Labem, Lipoltice, Turkovice u Přelouče a Zdechovice.
| Kostel                        | Místo   | Bohoslužba          | Bohoslužba    | Poznámka        |
| ----------------------------- | ------- | ------------------- | ------------- | --------------- |
| Kostel sv. Jakuba Staršího    | Přelouč | neděle středa pátek | 10.00 18.00   | farní kostel    |
| Kostel Navštívení Panny Marie | Přelouč |                     | příležitostně | filiální kostel |